# Arionoidea
Arionoidea Gray, 1840 è una superfamiglia di molluschi gasteropodi polmonati terrestri dell'ordine Stylommatophora. È l'unica superfamiglia dell'infraordine Arionoidei.

## Tassonomia
Comprende le seguenti famiglie:
- Anadenidae Pilsbry, 1948
- Ariolimacidae Pilsbry & Vanatta, 1898
- Arionidae Gray, 1840
- Binneyidae Cockerell, 1891
- Philomycidae Gray, 1847